# Gmina Sikirevci
Gmina Sikirevci (chorw. Općina Sikirevci) – gmina w Chorwacji, w żupanii brodzko-posawskiej.

## Miejscowości i liczba mieszkańców (2011)
- Jaruge – 695
- Sikirevci – 1781